# Tanja Nijmeijer
Tanja Nijmeijer, alias Alexandra Nariño (Denekamp, 3 februari 1978) is een Nederlands voormalig lid van de Colombiaanse FARC. Door haar studie kwam ze in contact met de armoede in Colombia en sloot zij zich na haar studie aan bij de FARC, om de Colombiaanse staat omver te werpen en een socialistische heilstaat te stichten. In 2007 kwam zij voor het eerst in het nieuws, doordat zij haar dagboek verloor bij een aanval van het Colombiaanse leger. Bij de vredesonderhandelingen tussen de FARC en de Colombiaanse regering die in 2012 werden gestart, werd Nijmeijer door de FARC naar voren geschoven als vertaler en onderhandelaar. In de Verenigde Staten is zij aangeklaagd voor terrorisme.

## Achtergrond
Nijmeijer werd geboren in een katholiek gezin en groeide op in haar geboorteplaats Denekamp in Twente. Zij volgde een vwo-opleiding aan het Twents Carmel College in Oldenzaal. In haar middelbareschooltijd droomde zij, mede vanwege haar katholieke opvoeding, ervan om kloosterzuster te worden. Na haar vwo studeerde ze Romaanse talen en culturen aan de Rijksuniversiteit Groningen. Op de universiteit in Groningen verloor Nijmeijer het katholieke geloof en het geloof in God en werd er naar eigen zeggen een 'overtuigde atheïste'. Zij wordt omschreven als iemand met vaste, zeer rechtlijnige ideeën, iemand die weerstand opriep, omdat ze mensen uitdaagde, tegen hen in ging om te zien hoever ze kon gaan. Tijdens haar studie was ze actief in de Groninger kraakbeweging en woonde ze in het kraakpand Op Drift. In 1998 ging ze in het kader van een stage voor haar studie een jaar naar Pereira in Colombia om Engelse les te geven op een privéschool voor kinderen van de Colombiaanse elite. Naar eigen zeggen had ze op dat moment geen idee van de sociale ongelijkheid en de oorlog tussen de extreemlinkse FARC en de Colombiaanse regering. Ze raakte bevriend met een lerares van die school, die later een actief lid van de FARC bleek te zijn. In Pereira werd ze naar eigen zeggen getroffen door de sociale ongelijkheid en de armoede in het land. Na haar stage keerde ze terug naar Nederland om haar studie af te maken. Ze werd politiek activiste en was in 2000 korte tijd actief binnen de Internationale Socialisten in Nederland.

## Deelname aan de FARC
In 2001 maakte ze een rondreis door Colombia met de protestmanifestatie Caravana por la Vida om internationale aandacht te vestigen op de positie van de arme boerenbevolking in Colombia.
De meest schrijnende situaties van sociaal onrecht die de groep daar aantrof waren echter door de FARC, die nauw betrokken was bij de manifestatie, in scène gezet. Haar ervaringen tijdens deze reis motiveerden Nijmeijer om na het voltooien van haar studie naar het land terug te keren, hoewel haar dat werd ontraden en haar familie er tegen was. Volgens Lieven Sioen, redacteur van de Belgische krant De Standaard, die tien dagen meereisde met de Caravana, was ze zich bewust van de slechte reputatie van de FARC.
Ze sloot zich op 15 november 2002 waarschijnlijk onder de schuilnaam Eillen (of Eileen of Ellen) aan bij de FARC. In Bogota kreeg ze via een vriend bij de JUCO (Juventud Comunista Colombiana) werk als vertaalster. Ze nam deel aan de stadsguerrilla in Bogota. Ze heeft in interviews en haar eigen boek dat verscheen in november 2021 toegegeven betrokken te zijn geweest bij de plaatsing van een brandbom in een Transmilenio-bus van het openbaar vervoer in Bogota. Daar zijn geen doden of gewonden bij gevallen. In het boek van Jorge Botero staat beschreven dat Nijmeijer betrokken was bij een aanslag op een sportartikelenmagazijn waarvan de eigenaar zich niet liet afpersen. Ze zou daarvan geen spijt hebben gehad, omdat "de middenstander weigerde de belasting voor de revolutie te betalen".

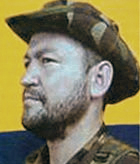
Julián Gallo Cubillos (alias Carlos Lozada).

Maar zij vond de JUCO niet radicaal genoeg en wilde bij de strijders horen. Ze vroegen haar of ze voor een cursus de jungle in wilde gaan. Ze werd in de jungle gestationeerd in het departement Meta in de omgeving van de gemeente La Uribe en werd op den duur de secretaresse van commandant Julián Gallo Cubillos (alias Carlos Lozada).
Videobeelden uit 2003 tonen haar terwijl ze tolkt tussen drie Amerikaanse gevangenen en twee commandanten van de FARC.
De Amerikanen beschreven haar als anti-Amerikaans en actief meewerkend en meedenkend met de FARC. Ook nam ze deel aan gevechtshandelingen. Een ex-FARC-lid, dat haar in 2005 ontmoette, omschreef haar als iemand die erg op zichzelf was; ze was echter niet gedemoraliseerd of verveeld. Haar beweegredenen om zich aan te sluiten bij de FARC werden hem echter niet duidelijk. Ze werd in 2005 niet met de naam Eillen aangesproken, maar als Alexandra of Tanja. Ze had de alias Alexandra (van Dijk) al eens eerder gebruikt in haar verslag van de Caravana por la Vida. Ze gaf cursussen Engels en radiocommunicatie en toonde zich als een serieuze en gemotiveerde instructeur. Binnen de FARC had ze echter als buitenlander geen speciale privileges.
Op 18 juli 2007 werden bij een aanval van het Colombiaanse leger op het kamp waar zij op dat moment verbleef de computer van haar commandant Carlos Lozada met documenten over infiltratie van universiteiten en geplande aanvallen, maar ook Nijmeijers dagboek buitgemaakt. In haar dagboek uitte ze kritiek op de leiding van de FARC. Dit zou haar volgens sommige deskundigen in grote moeilijkheden kunnen brengen, hoewel anderen betwijfelden of haar leven gevaar liep. Het dagboek toont echter geen gedemoraliseerde vrouw die wil overlopen, maar iemand die ontevreden is over het gedrag van haar meerderen.

## Reacties
Hoewel het Nederlandse Ministerie van Buitenlandse Zaken aanvankelijk meldde niet op de hoogte te zijn van Nijmeijers activiteiten, bleek later dat haar familie al drie jaar eerder contact had opgenomen met de Nederlandse ambassade in Bogota. De opvolger van de ambassadeur werd hierover echter niet ingelicht. De familie wilde geen officiële zoektocht, maar schakelde het Rode Kruis in, om na te gaan of Nijmeijer wellicht na de aanval van het leger in een ziekenhuis lag of was omgekomen. Dit leverde niets op. Uiteindelijk slaagde haar moeder erin Nijmeijer in het FARC-gebied te bezoeken, iets wat door de FARC zelden wordt toegestaan.
Enkele dagen na het openbaar worden van Nijmeijers betrokkenheid bij de FARC vond op hoog niveau diplomatiek overleg plaats tussen de Nederlandse en de Colombiaanse regering. Over de inhoud en het doel van de besprekingen werden echter geen mededelingen gedaan. Ook Nijmeijers familie (die zich vanwege grote mediabelangstelling genoodzaakt zag onder te duiken) werd bij het overleg betrokken.
Op 6 september 2007 vroegen de ouders van Nijmeijer aan de NOS om mediastilte. Ze zeiden dat ze de aansluiting van hun dochter aan de FARC jarenlang hadden verzwegen om haar niet in gevaar te brengen. Ook toonden ze zich geschokt over de publicatie van haar dagboeken.
Journalisten van het tv-programma NOVA probeerden in het najaar van 2007 tevergeefs een ontmoeting met Tanja Nijmeijer te hebben. Volgens de  tweede man van de FARC, Raúl Reyes, was zij gelegerd in een te afgelegen gebied, maar zou het  geen probleem voor Tanja zijn om voor enige tijd naar Nederland te reizen als zij haar familie zou willen bezoeken. Edwin Koopman, Zuid-Amerika-correspondent van Radio Nederland Wereldomroep, kwalificeerde dat laatste als propaganda.

## Verdere ontwikkelingen
In november 2007 kwam naar buiten dat delen van Tanja's dagboek in het Engels en het Spaans werden vertaald om (buitenlandse) personen, die met gedachten rondlopen om zich bij de FARC aan te sluiten, te ontmoedigen. Tanja Nijmeijer zou vanwege het verlies van haar dagboek door de FARC in hechtenis zijn genomen om niet lang daarna door deze guerrillabeweging te worden berecht. Normaliter schiet de FARC dergelijke personen dood, maar omdat ze een buitenlandse is, kwam het niet zo ver, zo meende Liduine Zumpolle, oud-medewerkster van Pax Christi, nu vertegenwoordigster voor Manos por la Paz, een actiegroep van gedemobiliseerde guerrillastrijders. Eind februari 2008 meldde het Colombiaanse tijdschrift Semana dat Nijmeijer de hoofdpersoon zou worden in een te verschijnen FARC-propagandafilm. De deelname zou onderdeel zijn van een voorlopige straf, aldus het tijdschrift. Nijmeijer zou dan positief moeten verhalen over haar ervaringen, de geldigheid van de strijd en de weg die ze aflegde om toe te treden tot de FARC. Een maand later zou een soort krijgsraad haar definitieve straf bepalen. Het bericht werd door betrokkenen echter ontkracht.
Op 11 december 2008 liet het Ministerie van Buitenlandse Zaken naar aanleiding van een interview van Nova met politica Íngrid Betancourt weten, geen actie te ondernemen ten aanzien van Tanja Nijmeijer, omdat zij vrijwillig tot de FARC was toegetreden. Maar als ze weg wil zijn er maatregelen getroffen.
Tanja Nijmeijer werd op 12 mei 2009, met 44 anderen, aangeklaagd door het Colombiaans Openbaar Ministerie wegens rebellie tegen de staat Colombia. In het uitgelekte document wordt haar naam geschreven als Tania Anamary Nijmeijer. De aanklacht maakt het moeilijker dat ze na haar aanhouding zal worden overgedragen aan Nederland. Nijmeijer kan alleen aan strafvervolging ontkomen door te deserteren. Mocht ze besluiten en erin slagen de FARC te verlaten, dan zal ze door Colombia mogelijk niet worden vervolgd, maar kunnen profiteren van een amnestie-regeling.
Via de Wereldomroep deden haar ouders in december 2009 een oproep voor een teken van leven van hun dochter, van wie zij sinds eind 2006 niets meer vernomen hadden. Zij hadden sinds de vondst van de dagboeken de media gemeden.
Begin 2010 bezochten Tanja's moeder en oudste zus samen met Liduine Zumpolle het gebied waar Tanja gestationeerd zou zijn. Nijmeijer zou nu vertrouweling zijn van FARC-commandant Mono Jojoy van de Estado Mayor del Bloque Oriental (EMBO). Via de legerradio zonden Zumpolle en Tanja's moeder en zus een boodschap uit met adviezen hoe te handelen als ze zou willen vluchten.
Op 18 mei 2010 zond de IKON een documentaire over haar uit en verscheen een boek over haar.
Op 1 augustus 2010 meldde de Colombiaanse krant El Tiempo dat Tanja Nijmeijer was overgeplaatst. Haar commandant, Mono Jojoy, werd op de hielen gezeten door het Colombiaanse leger en daarom zou Nijmeijer uit veiligheidsredenen zijn overgeplaatst naar de eenheid van commandant Mauricio. Volgens de krant verbleef Nijmeijer echter nog wel in Meta, de regio ten zuiden van de hoofdstad Bogota. Een in augustus 2010 opgenomen videofilm toonde haar vastberaden: "Ik ben strijdster van de Colombiaanse Revolutionaire Strijdkrachten en ik zal dat blijven tot de overwinning of tot de dood."
Op 22 september werd Mono Jojoy samen met 20 anderen bij een aanval door het Colombiaanse leger gedood. Over het mogelijk overlijden van Nijmeijer werd vervolgens in de media druk gespeculeerd, maar na forensisch onderzoek bleek het lichaam van Tanja Nijmeijer zich niet onder de gevonden doden te bevinden.  Op de buitgemaakte computer van Mono Jojoy stond een e-mail van april 2010 van Carlos Lozada aan Mono Jojoy, waarin hij ermee instemt om Tanja Nijmeijer te gebruiken om de FARC internationaal meer aanzien te geven.
In december 2010 werd ze in de Verenigde Staten met zeventien andere FARC-leden aangeklaagd voor terrorisme naar aanleiding van de ontvoering van drie Amerikaanse private military contractors. De drie Amerikanen Marc Gonsalves, Keith Stansell en Tom Howes hebben later een boek over hun ervaringen geschreven. Hun eenmotorig verkenningsvliegtuig met Forward Looking Infra Red-apparatuur aan boord om in opdracht van het Amerikaanse Pentagon FARC-kampen en cocaïne-laboratoria in de Colombiaanse jungle op te sporen, maakte in 2003 een noodlanding wegens motorstoring in een gebied waar de FARC gelegerd was. De Amerikaanse piloot Tommy Janis werd op de vlucht doodgeschoten en een Colombiaanse sergeant werd ter plaatse geëxecuteerd door de FARC. De drie Amerikaanse gegijzelden (krijgsgevangenen volgens de FARC, die men wilde ruilen tegen gevangen FARC-strijders) werden samen met Íngrid Betancourt vijf jaar later bevrijd tijdens Operatie Jaque. In de VS bedraagt de straf voor deze aanklacht maximaal 60 jaar. De FARC wordt inmiddels door de Colombiaanse staat niet meer gezien als terroristische organisatie, maar als oorlogvoerende organisatie (belligerent force) in de zin van de Geneefse conventie. De gevoerde vredesonderhandelingen, het vredesakkoord, het JEP-tribunaal en de waarheidscommissie bevestigen ontegenzeggelijk die status. Ook is het zo dat het JEP-tribunaal in Caso 01 ("Illegale detenties door de FARC-EP") in hun onderzoeksverslagen vooralsnog geen onderscheid maakt tussen ontvoeringen en (krijgs)gevangenen, maar neutrale termen gebruikt. Een uitspraak van het tribunaal omtrent de casus van de status van de drie Amerikanen kan belangrijk zijn want het gevangennemen en -houden van krijgsgevangenen (dus ook van buitenlandse private military contractors)  in een binnenlands conflict valt dan onder het internationaal humanitair recht (oorlogsrecht) en niet meer onder het nationale strafrecht. Dat zou de aanklacht en een strafzaak in de VS tegen Tanja Nijmeijer voor terrorisme en ontvoering ongeldig kunnen maken, want het maken van krijgsgevangenen is geoorloofd in het internationaal humanitair recht.
Medio november 2011 werd ze geïnterviewd in het oerwoud van Colombia. In dit interview, dat op 7 december werd uitgezonden op de Nederlandse televisie, verklaart zij nog steeds achter de daden en ideeën van de FARC te staan.
In oktober 2012 werd Tanja Nijmeijer toegevoegd aan het onderhandelingsteam voor de vredesbesprekingen in Oslo. Bij de eerste gesprekken in Oslo was ze niet aanwezig, maar ze was wel onderdeel van de FARC-delegatie bij de onderhandelingen die later op Cuba plaatsvonden. In een interview in Havana in Cuba verklaarde zij tegenover The Guardian dat ze ernaar streeft om voor de FARC internationaal en binnen Colombia actief te blijven, hetzij op gewapende hetzij op vreedzame politieke wijze. De gijzeling van de Amerikaanse private military contractor Marc Gonsalves in 2003 wekte bij Nijmeijer weliswaar medelijden op voor de gijzelaars in het primitieve junglekamp. Tegelijkertijd verklaarde Nijmeijer dat de FARC en de armen slachtoffers van de regering zijn en dat de FARC slachtoffers maakt voor een hoger doel. De private military contractor Gonsalves omschreef zijn gijzelnemer Nijmeijer als 'een doorgewinterde terroriste'.
In 2016 sloot de FARC vrede met de regering van Colombia. Tanja Nijmeijer zei zich het liefste in Colombia te willen vestigen. In januari 2020 maakten Colombiaanse media bekend dat Tanja Nijmeijer uit de FARC zou zijn gestapt, omdat ze niet meer bij de partij zou passen en dat 'de partij is gemuteerd tot iets dat ik misschien nooit meer zal begrijpen'. In november 2021 brengt ze haar boek Van guerrilla tot vredesproces uit.

## Publicaties
- 2021 - Tanja Nijmeijer. Van guerrilla naar vredesproces. Hollands Diep, Amsterdam (2021). ISBN 978-90-488-5181-2.

## Documentaire
- Tanja - Dagboek van een guerrillera (2023)[65]